# Curno
Curno is een gemeente in de Italiaanse provincie Bergamo (regio Lombardije) en telt 7530 inwoners (31-12-2004). De oppervlakte bedraagt 4,6 km², de bevolkingsdichtheid is 1763 inwoners per km².
De volgende frazioni maken deel uit van de gemeente: Marigolda.

## Demografie
Curno telt ongeveer 3018 huishoudens. Het aantal inwoners steeg in de periode 1991-2001 met 6,5% volgens cijfers uit de tienjaarlijkse volkstellingen van ISTAT.
| Jaar | Inwoneraantal |
| ---- | ------------- |
| 1991 | 6757          |
| 2001 | 7193          |
| 2004 | 7530          |

## Geografie
De gemeente ligt op ongeveer 239 m boven zeeniveau.
Curno grenst aan de volgende gemeenten: Bergamo, Bonate Sopra, Mozzo, Ponte San Pietro, Treviolo.